# گیاهان حشره‌خوار (کتاب)
گیاهان حشره‌خوار (به انگلیسی: Insectivorous Plants) ،کتابی از طبیعی‌دان بریتانیایی و پیشگام تئوری فرگشت چارلز داروین است که برای اولین بار در تاریخ ۲ ژوئیه ۱۸۷۵ در لندن منتشر شد.
کتاب بخشی از یک سری از کارهای داروین است که در ارتباط با نظریه انتخاب طبیعی انجام داده‌است. این کتاب مطالعه‌ای است در مورد گیاهان گوشتخوار با توجه خاص به سازگاری‌هایی که به آن‌ها اجازه می‌دهد در شرایط سخت زندگی کنند. کتاب شامل تصاویری است که خود داروین آن‌ها را کشیده‌است و همین‌طور نقاشی‌هایی از پسران او جورج داروین و فرانسیس داروین دارد.
این کتاب آزمایش‌های داروین را روی گیاهان گوشتخوار مختلف که در آن‌ها با دقت مکانیزم‌های تغذیه آن‌ها را مورد مطالعه قرار داد به ترتیب شرح می‌دهد.
داروین روش‌های متعددی را، از جمله تغذیه آن‌ها با گوشت و شیشه، دمیدن بر روی آن‌ها و تحریک آن‌ها با مو، برای تحریک گیاهان برای فعال‌سازی مکانیزم‌های به تله انداختن آن‌ها به کار بست. او متوجه شد که تنها حرکت یک حیوان موجب عکس‌العمل نشان دادن گیاه می‌شود و نتیجه گرفت که این مسئله نوعی سازگاری فرگشتی برای حفظ انرژی برای شکار و نادیده گرفتن محرک‌های غیر مغذی است.او همچنین کشف کرد در حالی که تعدادی از گیاهان دارای ساختارهای واضحی شبیه- تله هستند، دیگران برای به دام انداختن طعمهٔ خود مایعات چسبناک تولید می‌کنند و نتیجه گرفت که این مثالی از فشار انتخاب طبیعی است که منجر به اتخاذ روش‌های مختلف برای به‌دست آوردن غذا می‌شود.
براساس گزارش چاپ اول کتاب ۳۰۰۰ نسخه بوده‌است. کتاب در طول زندگی داروین به چندین زبان از جمله آلمانی ترجمه شد. دومین نسخه انگلیسی کتاب در سال ۱۸۸۹ پس از مرگ داروین منتشر شد و پسر داروین فرانسیس با افزودن توضیحات و پاورقی‌ها کتاب را ویرایش کرد.
داروین از همان مشاهدات اولیه‌اش در سال ۱۸۶۰ از دروزا یا شبنم خورشیدی معمولی یک سری آزمایش کرد تا سرانجام بفهمد این گیاهان «فوق‌العاده سازگار یافته» چطور حشرات را به دام می‌اندازند. (صفحه ۳)داروین می‌دانست که این گیاهان در محیط‌هایی با نیتروژن محدود، خاک‌های باتلاقی، خاک متخلخل ضعیف و خاک پوده‌زارهای ضعیف و خزه رشد می‌کنند. (صفحه ۱۸)بیشتر گیاهان مواد غذایی را با کمک ریشه‌هایشان از خاک می‌گیرند، اما گیاهان گوشتخوار ریشهٔ ضعیفی دارند و برای به‌دست آوردن مواد غذایی (اساساً مواد دارای نیتروژن) از حشرات گرفتار شده سازگار شده‌اند.
داروین خاطرنشان کرد که دروزا و سایر گیاهان گوشتخوار از دانه‌ها هم تغذیه می‌کنند، بنابراین گیاهخوار هم هستند. (صفحه ۱۳۴)
مشاهدات قابل توجه او عبارتند از (صفحات ۳ و ۴):
۱. حساسیت غدد برای کاستن از فشار و ثبت مواد دارای نیتروژن. او خاطر نشان کرد که گرچه حساسیت شدیدی وجود دارد، ولی این کار به منظور دستیابی به مواد غذایی کاملاً مناسب است، به عنوان مثال گیاهان گوشتخوار به افتادن قطرات سنگین باران یا وزیدن باد که برگهای دیگر را روی آن‌ها می‌کشد واکنش نشان نمی‌دهند. آن‌ها به خوبی با حیواناتی که روی آن‌ها می‌نشیند سازگار شده‌اند این مسئله موجب صرفه‌جویی در مصرف انرژی و مانع حرکت بیش از حد آن‌ها می‌شود.
۲. قدرت هضم کردن مواد دارای نیتروژن به وسیلهٔ ترشح ماده گوارشی و سپس جذب آنها. او خاطر نشان کرد که گوارش این گیاهان از الگویی مشابه گوارش حیوانات پیروی می‌کند (صفحه ۱۳۵) که در آن برای تخمیر مواد مغذی اسید (معادل پپسین) اضافه می‌شود. نحوهٔ سازگاری آن‌ها با این مرحله با وجود مواد موجود درون خودشان بعدها در کتاب (در صفحه ۱۶۷) شرح داده می‌شود.
۳. تغییراتی که درون سلول رخ می‌دهد زمانی که غدد به روش‌های مختلف تحریک می‌شوند. بخش مهمی از کتاب آزمایش‌های او را روی دروزای معمولی یک به یک می‌شمارد. سپس داروین توجه خود را به گونه‌های دیگر گیاهان حشره‌خوار معطوف کرده و آن‌ها را با هم مقایسه کرده و اشاره می‌کند که در برخی موارد بعضی از قسمت‌های برگ برای هضم و قسمت‌های دیگر برای جذب ماده پوسیده مورد استفاده قرار می‌گیرد. (صفحه ۳۳۰ تا ۳۳۱)او حدس زد که ممکن است گیاهان منحصراً با یکی از این عملکردها سازگاری شوند و به تدریج عملکردهای دیگر را در یک دورهٔ زمانی از دست بدهند؛ و این مسئله توضیح می‌دهد که چطور گیاه کره‌ای و علف‌انبانی با وجود تعلق به یک تیره از عملکردهای مختلفی برای به‌دست آوردن غذا استفاده می‌کنند. (صفحه ۳۳۱)
داروین در خود زندگینامه‌اش نوشت: «این واقعیت که گیاه وقتی که به درستی تحریک شد، مایعی حاوی اسید، تقریباً مشابه مایع گوارشی یک حیوان، ترشح و تخمیر می‌کند، مطمئناً کشف قابل توجهی بود.»